# Flavio Marazzi
Flavio Marazzi (* 7. Februar 1978 in Bern) ist ein Schweizer Segler. Zusammen mit Enrico De Maria segelt er als Skipper in der Starboot-Klasse.
Marazzi begann im Alter von sechs Jahren zu segeln und gewann 1992 seine erste Regatta, die Schweizer Meisterschaft in Neuchâtel. Zusammen mit seinem Bruder Renato nahm er an den Olympischen Sommerspielen 2000 in Sydney teil und erreichte den 15. Platz. Vier Jahre später übernahm Enrico De Maria die Aufgabe des Vorschoters. Als Zweite der Weltmeisterschaft 2004 qualifizierten sie sich für die Olympischen Sommerspiele 2004. In Athen verpassten sie als Viertplatzierte knapp eine olympische Medaille. 2006 wurden sie Siebte der Weltmeisterschaft, 2007 gewannen sie die Europameisterschafts-Goldmedaille. Bei den olympischen Segelwettbewerben 2008 in Qingdao erreichten sie den fünften Platz.
Flavio Marazzi wurde darüber hinaus in den Jahren 2004, 2006 und 2007 Weltmeister in der nichtolympischen 5,5-m-Klasse. Er ist ausserdem Athletenbotschafter der Entwicklungshilfeorganisation Right to Play.